# Kacykowiec żałobny
Kacykowiec żałobny, kacyk żałobny (Cacicus sclateri) – gatunek małego ptaka z rodziny kacykowatych (Icteridae). Występuje w północno-zachodniej części Ameryki Południowej. Jest uznawany za gatunek najmniejszej troski.

## Systematyka
Gatunek po raz pierwszy zgodnie z zasadami nazewnictwa binominalnego opisał Alphonse Dubois, nadając mu nazwę Agelaeus sclateri. Opis ukazał się w 1887 roku w czasopiśmie „Bulletin du Musée royal d'histoire naturelle de Belgique”. Jako miejsce typowe autor wskazał Ekwador. Nie wyróżnia się podgatunków.

### Etymologia
- Cacicus: hiszpańska nazwa „Cacique” dla kacyka, od nazwy cacike oznaczającej w języku Tainów ‘szefa’, od majańskiego cakchikeles ‘wódz’[11].
- sclateri: na cześć Philipa Lutleya Sclatera (1829–1913) – angielskiego prawnika i ornitologa[12].

## Morfologia
Nieduży ptak ze średniej wielkości, grubym u nasady, dosyć długim i szpiczastym, bladym niebieskawo-szarawym dziobem. Tęczówki jasnoniebieskie. Nogi czarne. Ptak o całkowicie czarnym upierzeniu, czasami z pojedynczymi żółtymi piórami w okolicy zadu. Brak dymorfizmu płciowego, jedyną różnicą jest to, że samica jest nieco mniejsza od samca. Długość ciała z ogonem: samiec 23 cm, samica 19,5 cm; masa ciała: samiec 57 g, samica 49 g.

## Zasięg występowania
Kacykowiec żałobny występuje w zachodniej części Amazonii, od gór Serranía de la Macarena w południowej Kolumbii na południe przez wschodni Ekwador do północnego Peru (region Loreto i północna część regionu Amazonas). Jest gatunkiem osiadłym. Jego zasięg występowania według szacunków organizacji BirdLife International obejmuje 323 tys. km².

## Ekologia
Głównym habitatem kacykowca żałobnego są lasy nizinne i brzeg lasu w pobliżu cieków wodnych w obszarach nizinnych i lekko pagórkowatych. Zazwyczaj występuje na wysokościach od 400 do 750 m n.p.m. Jest gatunkiem osiadłym. Dieta kacykowca żałobnego nie jest szczegółowo zbadana. Wiadomo, że odżywia się owadami (mrówkami, gąsienicami i chrząszczami). Żeruje w koronach drzew, czasami także na niższych poziomach lasu. Żeruje głównie pojedynczo lub parami, czasami także w stadach mieszanych gatunków.

### Rozmnażanie
Nie ma wielu informacji o rozmnażaniu kacykowca żałobnego. Okres lęgowy w Kolumbii w styczniu. Odosobnione gniazda w formie zamkniętego worka o długości dochodzącej do 100 cm, budowane z ryzomorfów grzybów z rodzaju Marasmius są zawieszone na czubkach gałęzi. W 2000 roku Carlos A. Botero zlokalizował i prowadził obserwacje gniazda w Parque Nacional Natural Tinigua w Kolumbii. Gniazdo było regularnie odwiedzane przez trzy dorosłe ptaki w tym samym czasie. Gniazdo było umieszczone na wysokości 4,5 m nad poziomem gruntu na gałęzi drzewa, które wyrastało z wody blisko brzegu starorzecza. W gnieździe znajdowały się dwa białe jaja o wymiarach 24 na 15 mm.

## Status
W Czerwonej księdze gatunków zagrożonych IUCN kacykowiec żałobny klasyfikowany jest jako gatunek najmniejszej troski (LC – Least Concern). Liczebność populacji nie jest oszacowana, zaś jej trend oceniany jest jako spadkowy ze względu na wylesianie Amazonii. Gatunek opisywany jest jako dość pospolity.